# Château de Janzé
Le château de Janzé est un ancien château fort, du XIIe siècle, remanié au XVIIIe siècle, qui se dresse sur la commune de Marcilly-d'Azergues dans le département du Rhône en région Auvergne-Rhône-Alpes.

## Situation
Le château de Janzé est situé dans le département français du Rhône, au nord ouest de Lyon, sur la commune de Marcilly-d'Azergues, sur le versant nord-ouest d'un vallon dominant la vallée de l'Azergues.

## Étymologie
Janzé est une déformation de Guizeu, nom d'une famille propriétaire, orthographié successivement Guiziaco, Ginziaco et Genziaco dans le cartulaire d'Ainay.

## Histoire
Du XIIe au XVIe siècle, différentes familles ont possédé Janzé.
Au XIIe siècle, le fief appartient à Ulric Anseu. Au XIIIe siècle, Pierre Anseu vend la seigneurie à Albert de Guizeu, moine de l'abbaye d'Ainay. Le neveu d'Albert, Étienne de Guizeu, hérite du bien. Son fils, Albert de Guizeu, teste en 1340.
En 1450, dame Alisette Verd, veuve de Poilfort de Guizeu, teste en faveur du chevalier Amé Verd, son frère.
Philippe de Saint-Trivier teste en 1536.
Aux XVIIe et XVIIIe siècles, plusieurs personnages se succèdent à Janzé : en 1616 (acte de vente), René Chausse, docteur en droit ; en 1658 (acte de vente), Barthélémy d'Honoraty, qui fait reconstruire le château ; en 1698 (acte de vente), Claude Carret, bourgeois de Lyon ; en 1719 (acte de vente), Camille Gemeau, premier secrétaire du maréchal de Villeroy ; Pierre Cizeron, bourgeois de Lyon ; en 1729, par mariage, Jean Clerico ; par héritage, Pierre Gabriel Clerico, qui agrandit la propriété ; François Boulard de Gatellier, conseiller au Parlement de Bourgogne, dont la famille possède encore le domaine.

## Description

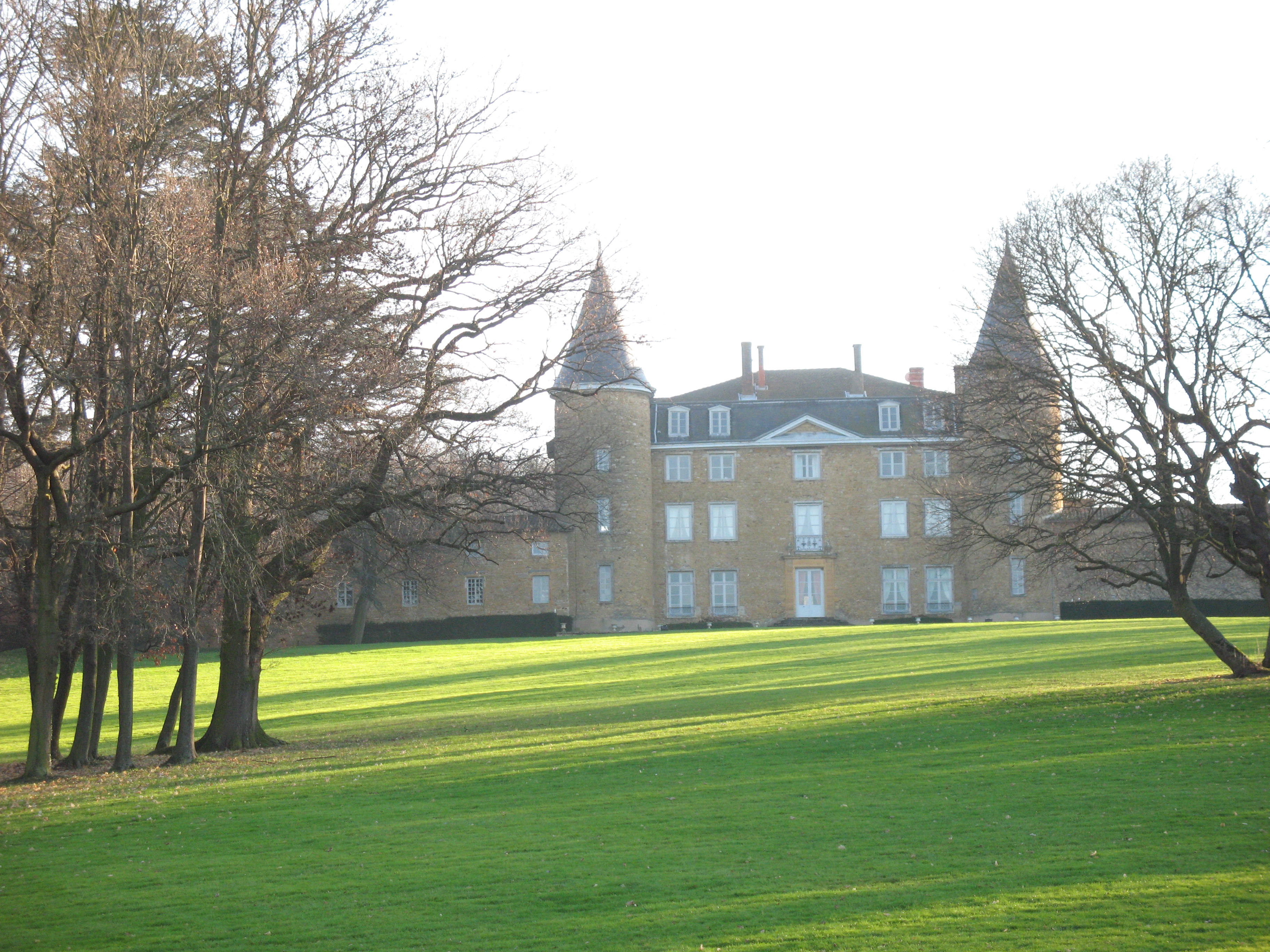
Façade nord

Le château actuel, dont il subsiste des parties du XIIe et XVe siècles, et les communs datent du XVIIe siècle. Au début du XVIIIe siècle, des remaniements ont été effectués et la propriété a été agrandie, incluant successivement les domaines Pitrat (1774), Bouvet (1776) et Bottières (1780).
La construction se compose d'un corps de logis de plan rectangulaire, comprenant deux étages de cinq travées, et un étage de combles avec un toit brisé couvert de tuiles et d'ardoise. La façade principale au nord ouest, est flanquée de deux tours rondes, coiffées de toits pointus en ardoise, et est agrémentée de deux jambages délimitant le corps central couronné par un fronton.
Les communs qui prolongent les tours à l'est et à l'ouest, délimitent trois cours, dans l'une desquelles se trouve une chapelle construite au XVIIIe siècle. Le parc s'étend sur 10 hectares.